# Climești, Neamț
Climești este un sat în comuna Făurei din județul Neamț, Moldova, România.
Satul Climești, la sfârșitul secolului al XV-lea și începutul secolului al XVI-lea era stăpânit de frații Trif și Negrit, iar mai târziu a fost stăpânit de Marcu, Mihuț și Lazăr, fii lui Trif, care primesc întăriri pentru partea de sus a satului, la 1558 martie 30, de la voievodul Alexandru Lăpușneanu, iar partea de jos era stăpânită de fii lui Negrit.
Lucruri interesante se pot spune și despre satul Climești, care mai păstrează denumirea ,,Ghirva’’ în limbajul bătrânilor.,,Ghirva’’ este primul nume al acestei așezări Climești, iar vatra satului se găsea pe locul ce astăzi se numește „Trofești”, locuitorii aflându-se într-o stare de semidependență față de boier, care-și avea conacul la distanța de 1 km spre nord, refuzând să iasă cu plugurile pe moșie. Boierul a preferat să-și trimită oamenii sau să dea foc satului, iar locuitorii au fugit în satele vecine, mult timp acel loc numindu-se „locul focului”.
Actuala vatră de sat s-a format mult mai târziu, aproximativ între 1800-1850.
Satul Climești este situat pe drumul județean Roman – Piatra Neamț, via Trifești – Mărgineni, la km 17. Este cel mai mare sat din comună, întocmit în anul 1856 de către voievodul și omul politic Grigore Cozadini. Acesta era descendentul unei familii italiene grecizate și văr după mamă cu Al.I. Cuza. A fost unul dintre fruntașii revoluționari de la 1848 din Moldova, după care a ocupat în timpul domniei lui Cuza și Carol I funcția de senator și prefect de Fălticeni.
 Acest articol despre o localitate din județul Neamț este deocamdată un ciot. Puteți ajuta Wikipedia prin completarea lui.